# Hyles castissima
Hyles castissima är en fjärilsart som beskrevs av Jules Leon Austaut 1883. Hyles castissima ingår i släktet Hyles och familjen svärmare. Inga underarter finns listade i Catalogue of Life.